# Ignaz Seliger
Ignaz Seliger (* 30. April 1752 in Wölfelsdorf Grafschaft Glatz; † 1812 Wölfelsdorf, Landkreis Glatz) war ein deutscher Pfarrer, erzbischöflicher Notar und Bryologe. Sein offizielles botanisches Autorenkürzel lautet „Seliger“.
Ignaz Seliger beschrieb die Moose Dicranella squarrosa und Coscinodon cibrosus, die er um 1800 in den Sudeten entdeckt hatte.
Die Gattung Seligeria und Sharpiella seligeri wurden nach ihm benannt.